# Ciénega y Mancilla
Ciénega y Mancilla är en ort i Mexiko.   Den ligger i kommunen Río Grande och delstaten Zacatecas, i den centrala delen av landet, 600 km nordväst om huvudstaden Mexico City. Ciénega y Mancilla ligger 1 891 meter över havet och antalet invånare är 728.
Terrängen runt Ciénega y Mancilla är en högslätt. Runt Ciénega y Mancilla är det ganska glesbefolkat, med 34 invånare per kvadratkilometer. Närmaste större samhälle är Río Grande, 5,7 km nordost om Ciénega y Mancilla. Omgivningarna runt Ciénega y Mancilla är i huvudsak ett öppet busklandskap.